# Vysokogorsk
Vysokogorsk (in russo Высокогорск?) è un insediamento di tipo urbano dell'Estremo Oriente russo (Territorio del Litorale). Fa parte del distretto Kavalerovskij.
L'insediamento si trova in una valle tra i monti Sichotė-Alin'. La distanza dal centro amministrativo distrettuale, il villaggio di Kavalerovo, è di 35 km.